# Münster (Austria)
Münster – gmina w zachodniej Austrii, w kraju związkowym Tyrol, w powiecie Kufstein. Liczy 3242 mieszkańców (1 stycznia 2015).